# Condado de Wyandotte
El condado de Wyandotte (en inglés, Wyandotte County) es un condado del estado de Kansas, Estados Unidos. Tiene una población estimada, a mediados de 2021, de 167 046 habitantes.
La sede del condado es Kansas City, con la cual comparte un Gobierno unificado.
El condado recibe su nombre de los indios Wyandot, llamados "hurones" por los franceses en Canadá.

## Geografía
Según la Oficina del Censo, el condado tiene un área total de 405 km², de la cual 393 km² son tierra y 12 km² son agua.

### Condados adyacentes
- Condado de Platte, Misuri (norte)
- Condado de Clay, Misuri (noreste)
- Condado de Jackson, Misuri (sureste)
- Condado de Johnson (sur)
- Condado de Leavenworth (oeste)

## Demografía
Según la Oficina del Censo, en 2000 los ingresos medios de los hogares del condado eran de $33,784 y los ingresos medios de las familias eran de $40,333. Los hombres tenían ingresos medios por $31,335 frente a los $24,640 que percibían las mujeres. Los ingresos per cápita eran de $16,005. Alrededor del 16.50% de la población estaba por debajo del umbral de pobreza.
De acuerdo con la estimación 2017-2021 de la Oficina del Censo, los ingresos medios de los hogares del condado son de $55,605 y los ingresos medios de las familias son de $63,972. Los ingresos per cápita en los últimos doce meses, medidos en dólares de 2021, son de $25,171. Alrededor del 15.9% de la población está por debajo del umbral de pobreza.

## Localidades
La población son estimaciones de 2007, según la Oficina del Censo de los Estados Unidos; 
- Kansas City, 142,320 (sede del condado)
- Bonner Springs, 7,069, de la cual 0.5 millas cuadradas (1.2 km²) se encuentra dentro del condado de Johnson y otra parte está situada en el condado de Leavenworth.
- Edwardsville, 4,463
- Lake Quivira, 935, de la cual un cuarto de la ciudad se encuentra dentro del condado de Wyandotte, pero la mayoría dentro del condado de Johnson

### Áreas no incorporadas
- Argentine
- Armourdale, anteriormente una ciudad consolidada con Kansas City en 1886
- Armstrong, un pueblo absorbido por Wyandotte
- Piper
- Rosedale, anteriormente una ciudad consolidada con Kansas City en 1922
- Turner
- Wyandotte, anteriormente una ciudad consolidada con Kansas City en 1886
- Welborn

## Educación

### Colegios y universidades
Pública
- Kansas City Kansas Community College (Sitio web)
- University of Kansas Medical Center (Sitio web)

Privada
- Donnelly College (Sitio web)

### Distritos escolares
- Turner USD 202
- Piper USD 203
- Bonner Springs-Edwardsville USD 204
- Kansas City USD 500

### Escuelas privadas
Primaria
- Resurrection Grade School (anteriormente, St. Peter's Cathedral Grade School)
- St. Patrick's Grade School
- Christ the King Grade School

Secundaria
- Bishop Ward High School (Sitio web)

### Otras escuelas
Kansas State School for the Blind (KSSB) (Sitio web)